# Coemansia pectinata.
Coemansia pectinata. är en svampart som först beskrevs av Coem., och fick sitt nu gällande namn av Georges Bainier 1906. Coemansia pectinata. ingår i släktet Coemansia och familjen Kickxellaceae.   Inga underarter finns listade i Catalogue of Life.